# دانا (خواننده کره جنوبی)
دانا (به انگلیسی: Dana) (زاده ۱۷ ژوئیه ۱۹۸۶) خواننده، بازیگر اهل کره جنوبی است.
او عضو گروه د گریس است.